# كل رعاة البقر الممتازين لديهم مشاكل أبوية
«كل رعاة البقر الممتازين لديهم مشاكل أبوية» (بالإنجليزية: All the Best Cowboys Have Daddy Issues)‏ هي الحلقة الحادية عشر من المسلسل الدرامي الأمريكي الموسم الأول من لوست. أخرج الحلقة ستيفن ويليامز وكتبها خافيير جريللو ماركسواتش. تم بثها لأول مرة في 8 ديسمبر 2004، على شركة الإذاعة الأمريكية (ABC). في الحلقة، كشفت الفلاشباك أن جاك شيبارد مسؤول عن طرد والده من المستشفى بعد إجرائه عملية جراحية وهو في حالة سكر. في الوقت الحاضر، يذهب جاك وفريقه للبحث عن اثنين من زملائه الناجين من تحطم الطائرة بعد أن تم اختطافهم من قبل شخص غير مدرج في قائمة الركاب.
استلهمت الفلاشباك من خلفية جريلو-ماركسواتش بصفته ابن طبيب، وقد مرت الحلقة بشكل عام بعدة تغييرات في مرحلة الكتابة، كان أحدها إنشاء شخصيتين جديدتين تساعدان في البحث عن الناجين المفقودين، ثم ألغيت لصالح تضمين الشخصية العادية بون كارليل. تمت مشاهدة حلقة «كل رعاة البقر الممتازين لديهم مشاكل أبوية» من قبل 18.88 مليون أمريكي وقوبل بتعليقات إيجابية من النقاد، حيث أشاد العديد من المراجعين بالمشهد الذي أنقذ فيه جاك تشارلي بيس.

## القصة

### الفلاشباك
جاك شيبارد (ماثيو فوكس) يجري عملية لامرأة وهي على فراش الموت، وعلى الرغم من محاولاته لإنعاشها، يجبره والده كريستيان شيبارد (جون تيري) على التوقف والإعلان عن وقت الوفاة. تم الكشف لاحقًا أنها كانت في الواقع عملية كريستيان؛ تم استدعاء جاك من قبل ممرضة بعد أن تبين أن والده كان يجري الجراحة تحت تأثير الكحول. يحاول كريستيان التستر على هذا من خلال جعل جاك يوقع على استمارة توضح تفاصيل الجراحة بشكل زائف، وإن كان السكر قد تم حذفه من التقرير، مشيرًا إلى أن المستشفى سوف تلغي رخصته الطبية إذا تم ذكر الكحول.
ومع ذلك، في وقت لاحق علم جاك أن زوج المريضة يقاضي المستشفى. ثم حضر جاك وكريستيان اجتماع مجلس الإدارة لمناقشة ما حدث أثناء العملية. كشفت اللجنة أن المرأة المتوفاة كانت حامل، وهو أمر لم يعرفه جاك. ثم اعترف مرعوباً لمجلس الإدارة أن كريستيان كان يعمل تحت تأثير الكحول أثناء الجراحة، مما أضعف حكمه الذي أدى إلى سلسلة الأحداث التي تسببت في وفاة المرأة.

### على الجزيرة
في اليوم السادس عشر، 7 أكتوبر 2004، في الكهوف، علم المعسكر من هوغو "هيرلي" رييس (خورخي جارسيا) أن أحد الناجين، إيثان روم (ويليام مابوثر)، غير مدرج في بيانات الركاب. علاوة على ذلك، فُقد تشارلي بيس (دومينيك موناغان) وكلير ليتلتون (إميلي دي رافين). يركض جاك وجون لوك (تيري أوكوين) عبر الغابة ويعثروا على ثلاثة آثار أقدام مميزة، مما يشير إلى أن إيثان أخذ تشارلي وكلير. يقرر لوك الذهاب للاستعانة بفريق صيد، لكن جاك يستمر بمفرده. يعود لوك مع كيت أوستن (إيفانجلين ليلي) وبون كارلايل (إيان سومرهالدر) ويجدوا جاك. بعد أن عثروا على ضمادة مفصلية تركها تشارلي كدليل، وجدت المجموعة مسارين منفصلين. يأخذ لوك بون في اتجاه، بينما يسلك جاك وكيت الاتجاه الآخر.
سرعان ما اتضح أن جاك وكيت يتابعان المسار الصحيح عندما يعثران على المزيد من ضمادات مفصل تشارلي. عندما بدأت السماء تمطر، يعتقد جاك أنه سمع صراخ كلير. جاك يسقط على جسر ليجد إيثان، الذي يحذر جاك من أنه سيقتل أحد أسراه إذا لم يتوقف عن ملاحقته. تبع ذلك معركة بالأيدي، لكن إيثان يسيطر على جاك ويخضعه. عندما استعاد وعيه، استمر جاك في البحث عن تشارلي الذي شنقه إيثان. قطعت كيت الحبل ووقعته للأسفل، وأجرى جاك له بقوة الإنعاش القلبي الرئوي — على الرغم من توسلات كيت بأنه مات. جاك لا يستسلم ويعيد تشارلي إلى الحياة.
بالعودة إلى الكهوف عند حلول الليل، علم جاك من تشارلي أنهم «كانوا» يريدون كلير فقط طوال الوقت. في غضون ذلك، لا يزال بون ولوك يبحثان في الغابة. يقرر بون العودة إلى الكهوف. عندما رمى له لوك بمصباح يدوي، أسقطه بون، وهبط على سطح معدني مضمن في الأرض. فضوليًا، شرع الاثنان في إزالة الطين فوقه لمعرفة ما هو عليه.

## الإنتاج

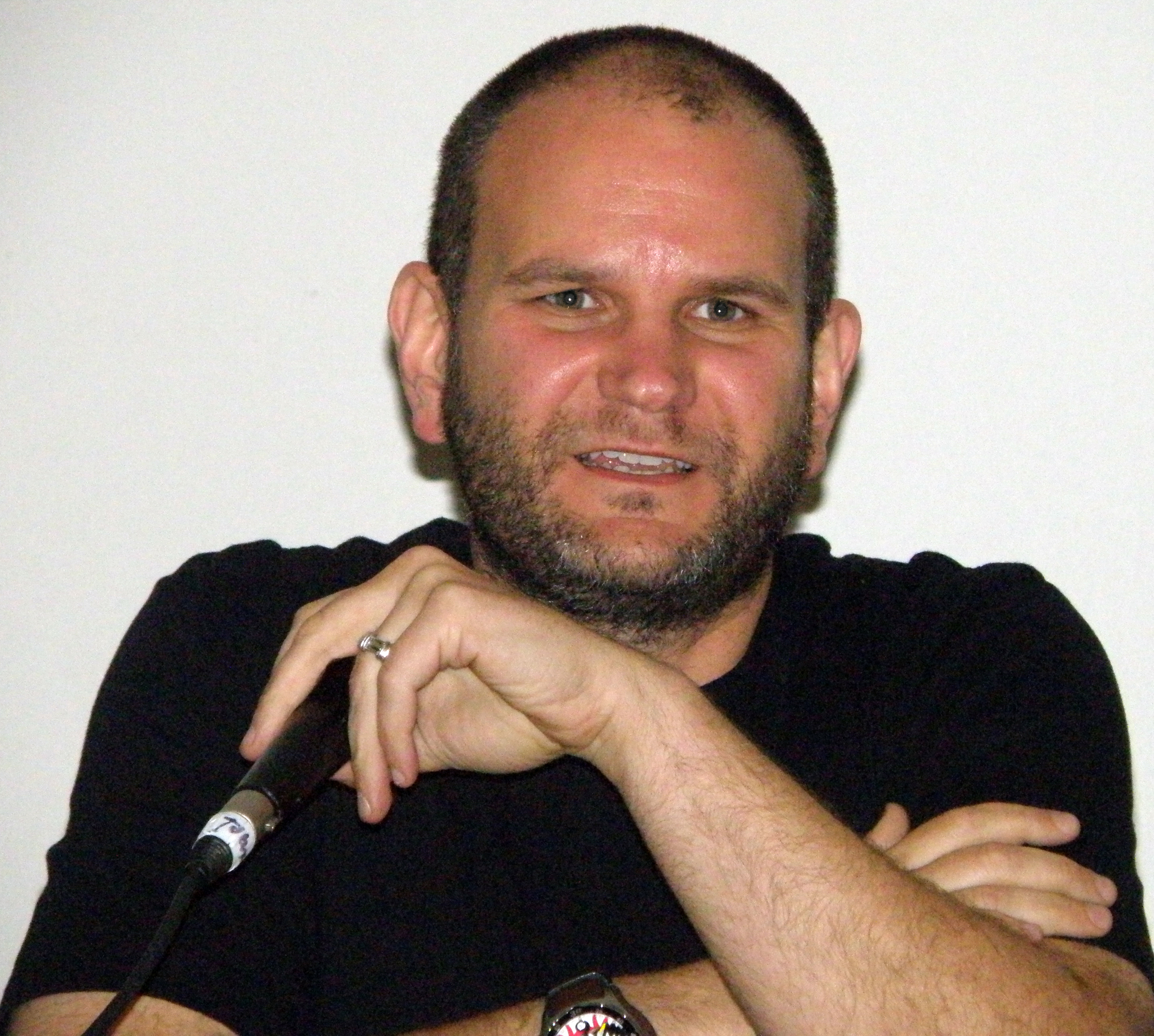
كتب خافيير جريلو-ماركسواتش الحلقة.

كتب خافيير جريلو-ماركسواتش «كل رعاة البقر الممتازين لديهم مشاكل أبوية». خلال عملية الكتابة، مرت الحلقة بعدة تغييرات. كان عنوان العمل للحلقة «ما يتطلبه الأمر (What it Takes)»؛ ومع ذلك، اعتبر الكتّاب العنوان «أعرج». في كتابة مشاهد جاك في الفلاشباك، استوحى غريللو-ماركسواتش إلهامه من خلفيته الخاصة باعتباره ابن طبيب. تم إنشاء شخصيتين صغيرتين جديدتين، هما آرثر وسوليفان، في الأصل لمرافقة لوك. تم إلغاء الفكرة لاحقًا لصالح تضمين الشخصية الأساسية بون كارليل؛ سيكون هذا التطور بمثابة نشأة لموت الشخصية المرتقب في حلقة لاحقة، «لا تؤذي». جاءت الفكرة وراء السطح المعدني، والذي سيعرف باسم الفتحة (The Hatch) لبقية الموسم، عندما كان المنتجون يصورون الموسم. كان من المقرر تقديم اكتشاف الفتحة في وقت سابق من الحلقة، ولكن تم نقله إلى النهاية لإضافة نهاية مشوقة إلى الحلقة.
مع رحلة جاك وكيت، في المخطط الأصلي كان من المفترض أن يتعرضوا لهجوم سهم من قبل الآخرون، السكان الأصليين للجزيرة، ولكن تم قطعها لأن المنتج التنفيذي دامون ليندلوف اعتبر الهجوم «جبنيًا» للغاية. وصف جريلو ماركسواش «الإنعاش القلبي الرئوي الهستيري» بأنه «أكبر كليشيه في الكتاب»، لكنه أضاف «الأشخاص التسعة الذين كانوا يكتبون للعرض قرروا، ربما كسبنا ذلك. لقد منحنا المكافأة العاطفية للحلقة.» 
قام الممثلون أنفسهم بأداء مشهد القتال بين جاك وإيثان. تم منح الاثنين حرية إعداد كيف ستقاتل شخصياتهما بعضها البعض. ومع ذلك، أراد منسق الحركات المثيرة مايكل فيندريل أن يكون إيثان "وحشيًا قدر الإمكان؛ لا مدرسة قتالية، كاراتيه، كونغ فو." قبل تصوير المشهد الذي وجد فيه جاك تشارلي، استطلع مخرج الحلقة ستيفن ويليامز موقعًا مناسبًا ووجد "ما يشبه الكاتدرائية" بسبب تخطيط الأشجار خلف المكان الذي عُلق فيه تشارلي. كان لا بد من تسخير موناغان في كابل لمدة أربع إلى خمس ساعات تقريبًا. الممثل وصف المشهد. "وضعوني على الشجرة وعُلقت هناك. لقد عُلقت أعرج. حاولت أن أنام، حاولت الاسترخاء. عندما كان كل شيء يحدث، عندما قطعوا الحبل عن الشجرة، عندما كان [ماثيو فوكس] يحاول إحيائي، عندما كانت [إيفانجلين ليلي] تبكي، لم أسمع أيًا منها حقًا. كنت في حالة شبه تأملية; مهما اقتربت من أن أكون مع شخص ما يضربني في صدري.

## بعد البث
حصلت حلقة «كل رعاة البقر الممتازين لديهم مشاكل أبوية» على 6.8 للأعمار 18-49 حسب تصنيفات نيلسن. وشاهد الحلقة 18.88 مليون مشاهد، وهي سادس أكبر نسبة مشاهدة في التلفزيون الأمريكي في الأسبوع الذي بثته. كان أيضًا تحسنًا بأكثر من 1.7 مليون مقارنة بالحلقة السابقة، «رعاه شخص آخر». في المملكة المتحدة، شاهد الحلقة 3.76 مليون مشاهد. كانت ثاني أعلى سلسلة يتم بثها على القناة الرابعة لذاك الأسبوع.
كانت ردود الفعل النقدية للحلقة إيجابية. صنف كريس كارابوت من IGN الحلقة 9 من أصل 10، واصفًا إياها بأنها «عودة ناعمة إلى الفكرة» مع «الكثير من اللحظات المذهلة والعاطفية» التي جعلتها واحدة من أفضل الحلقات في الموسم الأول. علق كارابوت على الفلاشباك. «نحن لا نتعلم بالضرورة أي شيء جديد عن جاك من وجهة نظر الشخصية،» لكن فوكس قام «بعمل استثنائي في نقل حسرة جاك عندما كشف أن والده أجرى عملية جراحية على امرأة تحت تأثير الكحول.» لقد استمتع بلقاء جاك وإيثان، واصفا إياه بأنه «مخيف». كما أشاد كارابوت بالمشهد حيث يحاول جاك إنقاذ تشارلي. «أتذكر الاعتقاد بأنهم قتلوا تشارلي في المشاهدة الأولية، وعلى الرغم من أنني كنت أعرف النتيجة هذه المرة، إلا أنه كان من الصعب مشاهدتها»، مضيفًا «بعد أن تمكن جاك أخيرًا من إنعاشه، يجب أن تشعر بتشارلي لأنك تعلم أنه محبط في نفسه لأنه خذل كلير». صنفت مقالة أخرى على موقع IGN «كل رعاة البقر الممتازين لديهم مشاكل ابوية» في المرتبة 33 كأفضل حلقة من لوست. 
صنفت إميلي فانديرويرف من لوس أنجلوس تايمز الحلقة في المرتبة 79 من جميع حلقات لوست (باستثناء الحلقة الأخيرة للمسلسل)، ووصفت الحلقة بأنها «مثيرة»، لكنها رأت أن العرض منذ ذلك الحين «قدم أشياء مماثلة بشكل أفضل بكثير». لم تهتم ويتني باستورك من الترفيه الإسبوعية بذكريات جاك، لكنها أشادت بالمشهد الذي أنقذ فيه جاك تشارلي، قائلة «على الرغم من أنني كنت أعرف أنه سيعود إلى الإنعاش القلبي الرئوي وينقذ حياة تشارلي، بدأت في البكاء. هذه هي الطريقة التي تحدد بها التلفزيون الجيد: عندما تعرف ما سيحدث وما زلت منغمسًا في كل شيء.» 